# Coppa del Mondo T20 maschile di cricket 2016
La Coppa del Mondo T20 maschile di cricket 2016 è stata la sesta edizione del campionato del mondo di cricket in versione Twenty20. Si è disputato in India, per la prima volta nella storia del campionato, tra l'8 marzo e il 3 aprile 2016, in 7 città: Kolkata, Bangalore, Mumbai, Dharamsala, Delhi, Mohali e Nagpur. Al torneo hanno partecipato 16 squadre nazionali, per un totale di 35 incontri.

## Formula
Delle 16 squadre partecipanti, le 6 provenienti dalle qualificazioni e le ultime due full members del ranking mondiale (Zimbabwe e Bangladesh) si sono affrontate in due gironi all'italiana. La prima di ciascun girone ha raggiunto gli altri 8 full members (l'India ospite e le migliori 7 del ranking) in due nuovi gironi all'italiana, denominati Super 10: le prime due nazionali classificate di ogni girone (quattro in totale) sono avanzate a semifinali e finale ad eliminazione diretta.
Ogni incontro ha seguito la formula dei Twenty20: le squadre hanno avuto a disposizione un innings di battuta (e di conseguenza uno di ricezione), ed il numero massimo di overs per innings era fissato a 20.
Il montepremi del torneo è stato di 5,6 milioni di dollari.

## Squadre partecipanti

### Primo turno
| Qualificazione | Squadra     |
| -------------- | ----------- |
| Full members   | Bangladesh  |
| Full members   | Zimbabwe    |
| Qualificate    | Scozia      |
| Qualificate    | Irlanda     |
| Qualificate    | Hong Kong   |
| Qualificate    | Paesi Bassi |
| Qualificate    | Afghanistan |
| Qualificate    | Oman        |

### Super 10
| Qualificazione  | Squadra                           |
| --------------- | --------------------------------- |
| Ospite          | India                             |
| Full Members    | Australia                         |
| Full Members    | Inghilterra                       |
| Full Members    | Nuova Zelanda                     |
| Full Members    | Pakistan                          |
| Full Members    | Sudafrica                         |
| Full Members    | Sri Lanka                         |
| Full Members    | Indie Occidentali                 |
| Dal primo round | Bangladesh (Vincitrice gruppo A)  |
| Dal primo round | Afghanistan (Vincitrice gruppo B) |

## Stadi
| \| Kolkata \| Bangalore \| Mumbai \| Dharamsala \| \| ---------------- \| -------------------------------------------- \| ------------------------------------ \| -------------------------------------------- \| \| Eden Gardens \| M. Chinnaswamy Stadium \| Wankhede Stadium \| Himachal Pradesh Cricket Association Stadium \| \| Capienza: 66.349 \| Capienza: 40.000 \| Capienza: 32.000 \| Capienza: 23.000 \| \| \| \| \| \| \| Delhi \| Mohali \| Nagpur \| \| \| Feroz Shah Kotla \| Punjab Cricket Association IS Bindra Stadium \| Vidarbha Cricket Association Stadium \| \| \| Capienza: 40.715 \| Capienza: 26.950 \| Capienza: 45.000 \| \| \| \| \| \| \| | Kolkata Bangalore Mumbai Dharamshala Delhi Mohali Nagpur Sedi di svolgimento dell'ICC World Twenty20 2016. |                                      |                                              |
| Kolkata | Bangalore                                                                                                  | Mumbai                               | Dharamsala                                   |
| Eden Gardens | M. Chinnaswamy Stadium                                                                                     | Wankhede Stadium                     | Himachal Pradesh Cricket Association Stadium |
| Capienza: 66.349 | Capienza: 40.000                                                                                           | Capienza: 32.000                     | Capienza: 23.000                             |
| | |                                      |                                              |
| Delhi | Mohali | Nagpur                               |                                              |
| Feroz Shah Kotla | Punjab Cricket Association IS Bindra Stadium                                                               | Vidarbha Cricket Association Stadium |                                              |
| Capienza: 40.715 | Capienza: 26.950                                                                                           | Capienza: 45.000                     |                                              |
| | |                                      |                                              |

| Stadio                                       | Città       | Capienza | Partite |
| -------------------------------------------- | ----------- | -------- | ------- |
| Eden Gardens                                 | Kolkata     | 66.349   | 4       |
| M. Chinnaswamy Stadium                       | Bangalore   | 40.000   | 3       |
| Wankhede Stadium                             | Mumbai      | 32.000   | 4       |
| Himachal Pradesh Cricket Association Stadium | Dharamshala | 23.000   | 8       |
| Feroz Shah Kotla Ground                      | Delhi       | 40.715   | 4       |
| Punjab Cricket Association IS Bindra Stadium | Mohali      | 26.950   | 3       |
| Vidarbha Cricket Association Stadium         | Nagpur      | 45.000   | 9       |

## Primo turno

### Gruppo A

#### Classifica
| Squadra     | G | V | S | P | NR | NRR    | Pts |
| ----------- | - | - | - | - | -- | ------ | --- |
| Bangladesh  | 3 | 2 | 0 | 0 | 1  | +1,938 | 5   |
| Paesi Bassi | 3 | 1 | 1 | 0 | 1  | +0,154 | 3   |
| Oman        | 3 | 1 | 1 | 0 | 1  | -1,521 | 3   |
| Irlanda     | 3 | 0 | 2 | 0 | 1  | -0,685 | 1   |

#### Partite
| Data          | Luogo                                                   | In battuta                  | Al lancio                    | Risultato                                            |
| ------------- | ------------------------------------------------------- | --------------------------- | ---------------------------- | ---------------------------------------------------- |
| 9 marzo 2016  | Himachal Pradesh Cricket Association Stadium Dharamsala | Bangladesh 153/7 (20 overs) | Paesi Bassi 145/7 (20 overs) | Bangladesh vince di 8 runs Referto                   |
| 9 marzo 2016  | Himachal Pradesh Cricket Association Stadium Dharamsala | Irlanda 154/5 (20 overs)    | Oman 157/8 (19.4 overs)      | Oman vince di 2 wickets Referto                      |
| 11 marzo 2016 | Himachal Pradesh Cricket Association Stadium Dharamsala | Paesi Bassi                 | Oman                         | Partita abbandonata (nessuna palla lanciata) Referto |
| 11 marzo 2016 | Himachal Pradesh Cricket Association Stadium Dharamsala | Bangladesh 94/2 (8.0 overs) | Irlanda                      | Partita abbandonata (nessun risultato) Referto       |
| 13 marzo 2016 | Himachal Pradesh Cricket Association Stadium Dharamsala | Paesi Bassi 59/5 (6 overs)  | Irlanda 47/7 (6 overs)       | Paesi Bassi vince di 12 runs Referto                 |
| 13 marzo 2016 | Himachal Pradesh Cricket Association Stadium Dharamsala | Bangladesh 180/2 (20 overs) | Oman 65/9 (12 overs)         | Bangladesh vince di 59 runs (metodo D/L) Referto     |

### Gruppo B

#### Classifica
| Squadra     | G | V | S | P | NR | NRR    | Pts |
| ----------- | - | - | - | - | -- | ------ | --- |
| Afghanistan | 3 | 3 | 0 | 0 | 0  | +1,540 | 6   |
| Zimbabwe    | 3 | 2 | 1 | 0 | 0  | -0,567 | 4   |
| Scozia      | 3 | 1 | 2 | 0 | 0  | +0,308 | 2   |
| Hong Kong   | 3 | 0 | 3 | 0 | 0  | -1,267 | 0   |

#### Partite
| Data          | Luogo                                       | In battuta                   | Al lancio                      | Risultato                                      |
| ------------- | ------------------------------------------- | ---------------------------- | ------------------------------ | ---------------------------------------------- |
| 8 marzo 2016  | Vidarbha Cricket Association Stadium Nagpur | Zimbabwe 158/8 (20 overs)    | Hong Kong 144/6 (20 overs)     | Zimbabwe vince di 14 runs Referto              |
| 8 marzo 2016  | Vidarbha Cricket Association Stadium Nagpur | Afghanistan 170/5 (20 overs) | Scozia 156/5 (20 overs)        | Afghanistan vince di 14 runs Referto           |
| 10 marzo 2016 | Vidarbha Cricket Association Stadium Nagpur | Zimbabwe 147/7 (20 overs)    | Scozia 136 (19.4 overs)        | Zimbabwe vince di 11 runs Referto              |
| 10 marzo 2016 | Vidarbha Cricket Association Stadium Nagpur | Hong Kong 116/6 (20 overs)   | Afghanistan 119/4 (18.0 overs) | Afghanistan vince di 6 wickets Referto         |
| 12 marzo 2016 | Vidarbha Cricket Association Stadium Nagpur | Afghanistan 186/6 (20 overs) | Zimbabwe 127 (19.4 overs)      | Afghanistan vince di 59 runs Referto           |
| 12 marzo 2016 | Vidarbha Cricket Association Stadium Nagpur | Hong Kong 127/7 (20 overs)   | Scozia 78/2 (8.0 overs)        | Scozia vince di 8 wickets (metodo D/L) Referto |

## Super 10

### Gruppo 1

#### Classifica
| Squadra           | G | V | S | P | NR | NRR    | Pts |
| ----------------- | - | - | - | - | -- | ------ | --- |
| Indie Occidentali | 4 | 3 | 1 | 0 | 0  | +0,359 | 6   |
| Inghilterra       | 4 | 3 | 1 | 0 | 0  | +0,145 | 6   |
| Sudafrica         | 4 | 2 | 2 | 0 | 0  | +0,651 | 4   |
| Sri Lanka         | 4 | 1 | 3 | 0 | 0  | -0,461 | 2   |
| Afghanistan       | 4 | 1 | 3 | 0 | 0  | -0,715 | 2   |

#### Partite
| Data          | Luogo                                       | In battuta                   | Al lancio                            | Risultato                                    |
| ------------- | ------------------------------------------- | ---------------------------- | ------------------------------------ | -------------------------------------------- |
| 16 marzo 2016 | Wankhede Stadium Mumbai                     | Inghilterra 182/6 (20 overs) | Indie Occidentali 183/4 (18.1 overs) | Indie Occidentali vince di 6 wickets Referto |
| 17 marzo 2016 | Eden Gardens Kolkata                        | Afghanistan 153/7 (20 overs) | Sri Lanka 155/4 (18.5 overs)         | Sri Lanka vince di 6 wickets Referto         |
| 18 marzo 2016 | Wankhede Stadium Mumbai                     | Sudafrica 229/4 (20 overs)   | Inghilterra 230/8 (19.4 overs)       | Inghilterra vince di 2 wickets Referto       |
| 20 marzo 2016 | Wankhede Stadium Mumbai                     | Sudafrica 209/5 (20 overs)   | Afghanistan 172 (20 overs)           | Sudafrica vince di 37 runs Referto           |
| 20 marzo 2016 | M. Chinnaswamy Stadium Bangalore            | Sri Lanka 122/9 (20 overs)   | Indie Occidentali 127/3 (18.2 overs) | Indie Occidentali vince di 7 wickets Referto |
| 23 marzo 2016 | Feroz Shah Kotla Delhi                      | Inghilterra 142/7 (20 overs) | Afghanistan 127/9 (20 overs)         | Inghilterra vince di 15 runs Referto         |
| 25 marzo 2016 | Vidarbha Cricket Association Stadium Nagpur | Sudafrica 122/8 (20 overs)   | Indie Occidentali 123/7 (19.4 overs) | Indie Occidentali vince di 3 wickets Referto |
| 26 marzo 2016 | Feroz Shah Kotla Delhi                      | Inghilterra 171/4 (20 overs) | Sri Lanka 161/8 (20 overs)           | Inghilterra vince di 10 runs Referto         |
| 27 marzo 2016 | Vidarbha Cricket Association Stadium Nagpur | Afghanistan 123/7 (20 overs) | Indie Occidentali 117/8 (20 overs)   | Afghanistan vince di 6 runs Referto          |
| 28 marzo 2016 | Feroz Shah Kotla Delhi                      | Sri Lanka 120 (19.3 overs)   | Sudafrica 122/2 (17.4 overs)         | Sudafrica vince di 8 wickets Referto         |

### Gruppo 2

#### Classifica
| Squadra       | G | V | S | P | NR | NRR    | Pts |
| ------------- | - | - | - | - | -- | ------ | --- |
| Nuova Zelanda | 4 | 4 | 0 | 0 | 0  | +1,900 | 8   |
| India         | 4 | 3 | 1 | 0 | 0  | -0,305 | 6   |
| Australia     | 4 | 2 | 2 | 0 | 0  | +0,233 | 4   |
| Pakistan      | 4 | 1 | 3 | 0 | 0  | -0,093 | 2   |
| Bangladesh    | 4 | 0 | 4 | 0 | 0  | -1,805 | 0   |

#### Partite
| Data          | Luogo                                                   | In battuta                     | Al lancio                    | Risultato                              |
| ------------- | ------------------------------------------------------- | ------------------------------ | ---------------------------- | -------------------------------------- |
| 15 marzo 2016 | Vidarbha Cricket Association Stadium Nagpur             | Nuova Zelanda 126/7 (20 overs) | India 79 (18.1 overs)        | Nuova Zelanda vince di 47 runs Referto |
| 16 marzo 2016 | Eden Gardens Kolkata                                    | Pakistan 201/5 (20 overs)      | Bangladesh 146/6 (20 overs)  | Pakistan vince di 55 runs Referto      |
| 18 marzo 2016 | Himachal Pradesh Cricket Association Stadium Dharamsala | Nuova Zelanda 142/8 (20 overs) | Australia 134/9 (20 overs)   | Nuova Zelanda vince di 8 runs Referto  |
| 19 marzo 2016 | Eden Gardens Kolkata                                    | Pakistan 118/5 (18 overs)      | India 119/4 (15.5 overs)     | India vince di 6 wickets Referto       |
| 21 marzo 2016 | M. Chinnaswamy Stadium Bangalore                        | Bangladesh 156/5 (20 overs)    | Australia 157/7 (18.3 overs) | Australia vince di 3 wickets Referto   |
| 22 marzo 2016 | Punjab Cricket Association Stadium Mohali               | Nuova Zelanda 180/5 (20 overs) | Pakistan 158/5 (20 overs)    | Nuova Zelanda vince di 22 runs Referto |
| 23 marzo 2016 | M. Chinnaswamy Stadium Bangalore                        | India 146/7 (20 overs)         | Bangladesh 145/9 (20 overs)  | India vince di 1 run Referto           |
| 25 marzo 2016 | Punjab Cricket Association Stadium Mohali               | Australia 193/4 (20 overs)     | Pakistan 172/8 (20 overs)    | Australia vince di 21 runs Referto     |
| 26 marzo 2016 | Eden Gardens Kolkata                                    | Nuova Zelanda 145/8 (20 overs) | Bangladesh 70 (15.4 overs)   | Nuova Zelanda vince di 75 runs Referto |
| 27 marzo 2016 | Punjab Cricket Association Stadium Mohali               | Australia 160/6 (20 overs)     | India 161/4 (19.1 overs)     | India vince di 6 wickets Referto       |

## Fase a eliminazione diretta
Per ragioni di sicurezza, era stato deciso che qualora il Pakistan si fosse qualificato alle semifinali (evento che poi non si è verificato) avrebbe disputato l'incontro a Delhi; in questo caso l'incontro originariamente previsto a Delhi sarebbe stato disputato a Mumbai.
|  | Semifinali        | Semifinali        | Semifinali        |                   |             | Finale      | Finale | Finale |  |
|  |                   |                   |                   |                   |             |             |        |        |  |
|  | Inghilterra       | Inghilterra       | 159/3             |                   |             |             |        |        |  |
|  | Inghilterra       | Inghilterra       | 159/3             |                   |             |             |        |        |  |
|  | Nuova Zelanda     | Nuova Zelanda     | 153/8             |                   |             |             |        |        |  |
|  | Nuova Zelanda     | Nuova Zelanda     | 153/8             |                   | Inghilterra | Inghilterra | 155/9  |        |  |
|  |                   |                   |                   |                   | Inghilterra | Inghilterra | 155/9  |        |  |
|  |                   |                   | Indie Occidentali | Indie Occidentali | 161/6       |             |        |        |  |
|  | Indie Occidentali | Indie Occidentali | Indie Occidentali | Indie Occidentali | 161/6       | 196/3       |        |        |  |
|  | Indie Occidentali | Indie Occidentali |                   |                   |             |             |        |        |  |
|  | India             | India             | 192/2             |                   |             |             |        |        |  |

### Semifinali
| Data          | Luogo                   | In battuta                     | Al lancio                            | Risultato                                    |
| ------------- | ----------------------- | ------------------------------ | ------------------------------------ | -------------------------------------------- |
| 30 marzo 2016 | Feroz Shah Kotla Delhi  | Nuova Zelanda 153/8 (20 overs) | Inghilterra 159/3 (17.1 overs)       | Inghilterra vince di 7 wickets Referto       |
| 31 marzo 2016 | Wankhede Stadium Mumbai | India 192/2 (20 overs)         | Indie Occidentali 196/3 (19.4 overs) | Indie Occidentali vince di 7 wickets Referto |

### Finale
| Data          | Luogo                | In battuta                   | Al lancio                            | Risultato                                    |
| ------------- | -------------------- | ---------------------------- | ------------------------------------ | -------------------------------------------- |
| 3 aprile 2016 | Eden Gardens Kolkata | Inghilterra 155/9 (20 overs) | Indie Occidentali 161/6 (19.4 overs) | Indie Occidentali vince di 4 wickets Referto |

## Statistiche

### Maggior numero di runs
| Giocatore        | Partite | Innings | Runs | Media in battuta | SR     | Punteggio più alto | 100 | 50 | 4s | 6s |
| ---------------- | ------- | ------- | ---- | ---------------- | ------ | ------------------ | --- | -- | -- | -- |
| Tamim Iqbal      | 6       | 6       | 295  | 73,75            | 142,51 | 103*               | 1   | 1  | 24 | 14 |
| Virat Kohli      | 5       | 5       | 273  | 136,50           | 146,77 | 89*                | 0   | 3  | 29 | 5  |
| Joe Root         | 6       | 6       | 249  | 49,80            | 146,47 | 83                 | 0   | 2  | 24 | 7  |
| Mohammad Shahzad | 7       | 7       | 222  | 31,71            | 140,50 | 61                 | 0   | 1  | 23 | 12 |
| Jos Buttler      | 6       | 6       | 191  | 47,75            | 159,16 | 66*                | 0   | 1  | 13 | 12 |
| Fonte: Cricinfo  |         |         |      |                  |        |                    |     |    |    |    |

### Maggior numero di wickets
| Giocatore        | Partite | Innings | Wickets | Overs | Economia | Media | BBI  | S/R  | 4WI | 5WI |
| ---------------- | ------- | ------- | ------- | ----- | -------- | ----- | ---- | ---- | --- | --- |
| Mohammad Nabi    | 7       | 7       | 12      | 27    | 6,07     | 13,66 | 4/20 | 13,4 | 1   | 0   |
| Rashid Khan      | 7       | 7       | 11      | 28    | 6,53     | 16,63 | 3/11 | 15,2 | 0   | 0   |
| Mitchell Santner | 5       | 5       | 10      | 18.1  | 6,27     | 11,40 | 4/11 | 10,9 | 1   | 0   |
| Ish Sodhi        | 5       | 5       | 10      | 19.4  | 6,10     | 12,00 | 3/18 | 11,8 | 0   | 0   |
| David Willey     | 6       | 6       | 10      | 21    | 7,57     | 15,90 | 3/20 | 12,6 | 0   | 0   |
| Fonte: Cricinfo  |         |         |         |       |          |       |      |      |     |     |